# Juz'
Pour les articles homonymes, voir Juz.
Un juz’ (arabe : جُزْءْ, pluriel أَجْزَاءْ, ’ajzā’, littéralement « partie » ou « portion ») est l'une des trente parties dans lesquelles le Coran est parfois divisé pour permettre sa récitation en un mois, un juz’ par jour.

## Une division du texte coranique
La méthode utilisée pour diviser le Coran consiste à découper celui-ci sur la base du nombre de lettres (au total, 324 732), et de placer la coupure à la fin du verset concerné. Datant de l'époque post-rédactionnelle du Coran, ces divisions sont basées sur des critères purement quantitatifs et ne prennent pas en compte l'aspect rhétorique ou sémantique des sourates. 
Cette division artificielle est utilisée pour étaler une récitation du Coran sur un mois, en particulier lors des prières de tarawih pendant le ramadan,. Elle a aussi pour but de faciliter la mémorisation du texte. Les ’ajzā’, sont, eux-mêmes, divisés en deux aḥzab (sing. : ḥizb).  Les subdivisions ḥizb comme juz’ peuvent être subdivisées en quart ou en demi.

## Dans les manuscrits
Cette division serait apparue vers la fin du VIIe siècle. Des manuscrits du IXe siècle sont ainsi divisés en 30 ’ajzā’.
À l'époque pré-moderne, des manuscrits ne contenant qu'un juz’ ont été produits. Le dernier juz’ du Coran, composé des sourates 78 (An-Naba) à 114 (An-Nas), est appelé Juz’ ‘amma (جُزْءْ عَمَّ) en raison de son premier mot. Il était particulièrement apprécié à l'époque ottomane. À cette époque, un format standard a été mis en place, avec des divisions précises, ce qui ouvrait, entre autres, la possibilité théorique d'échanges de pages entre plusieurs mus'hafs (en).
Dans les manuscrits, ces divisions Juz’ peuvent être marquées graphiquement. Ces marques ont pu servir de support à une ornementation. Certains manuscrits soignés possèdent ainsi un cadre enluminé signalant ces limites.